# Огра
Огра (рум. Ogra) — село у повіті Муреш в Румунії. Адміністративний центр комуни Огра.
Село розташоване на відстані 263 км на північний захід від Бухареста, 21 км на південний захід від Тиргу-Муреша, 65 км на південний схід від Клуж-Напоки, 133 км на північний захід від Брашова.

## Населення
За даними перепису населення 2002 року у селі проживали 1565 осіб.
Національний склад населення села:
| Національність | Кількість осіб | Відсоток |
| -------------- | -------------- | -------- |
| румуни         | 613            | 39,2%    |
| угорці         | 513            | 32,8%    |
| цигани         | 435            | 27,8%    |

Рідною мовою назвали:
| Мова      | Кількість осіб | Відсоток |
| --------- | -------------- | -------- |
| румунська | 633            | 40,4%    |
| угорська  | 510            | 32,6%    |
| циганська | 419            | 26,8%    |